# 斯溫斯伯勒
斯溫斯伯勒（英語：Swainsboro）是一個位於美國喬治亞州伊曼紐爾縣的城市。根據2010年美國人口普查，該地共人口7277人，而該地的面積約為33.50平方千米。同時該地也是伊曼紐爾縣的縣治。

## 地理
斯溫斯伯勒的座標為32°35′37″N 82°10′56″W / 32.59361°N 82.18222°W，而該地的平均海拔高度為99米（即325英尺）。